# Columbia-Handpresse

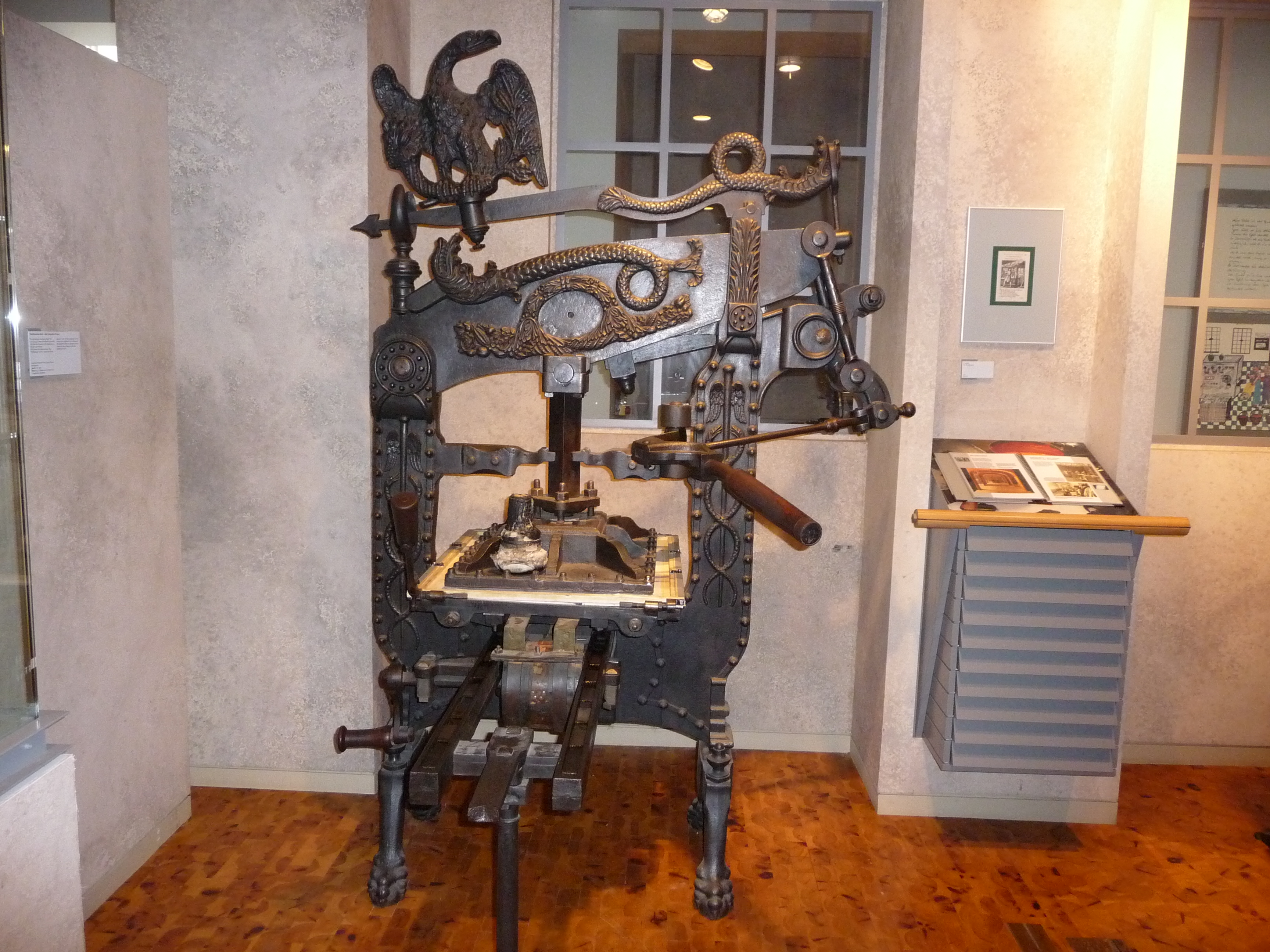
Columbia-Presse von 1820, ausgestellt in der DASA in Dortmund

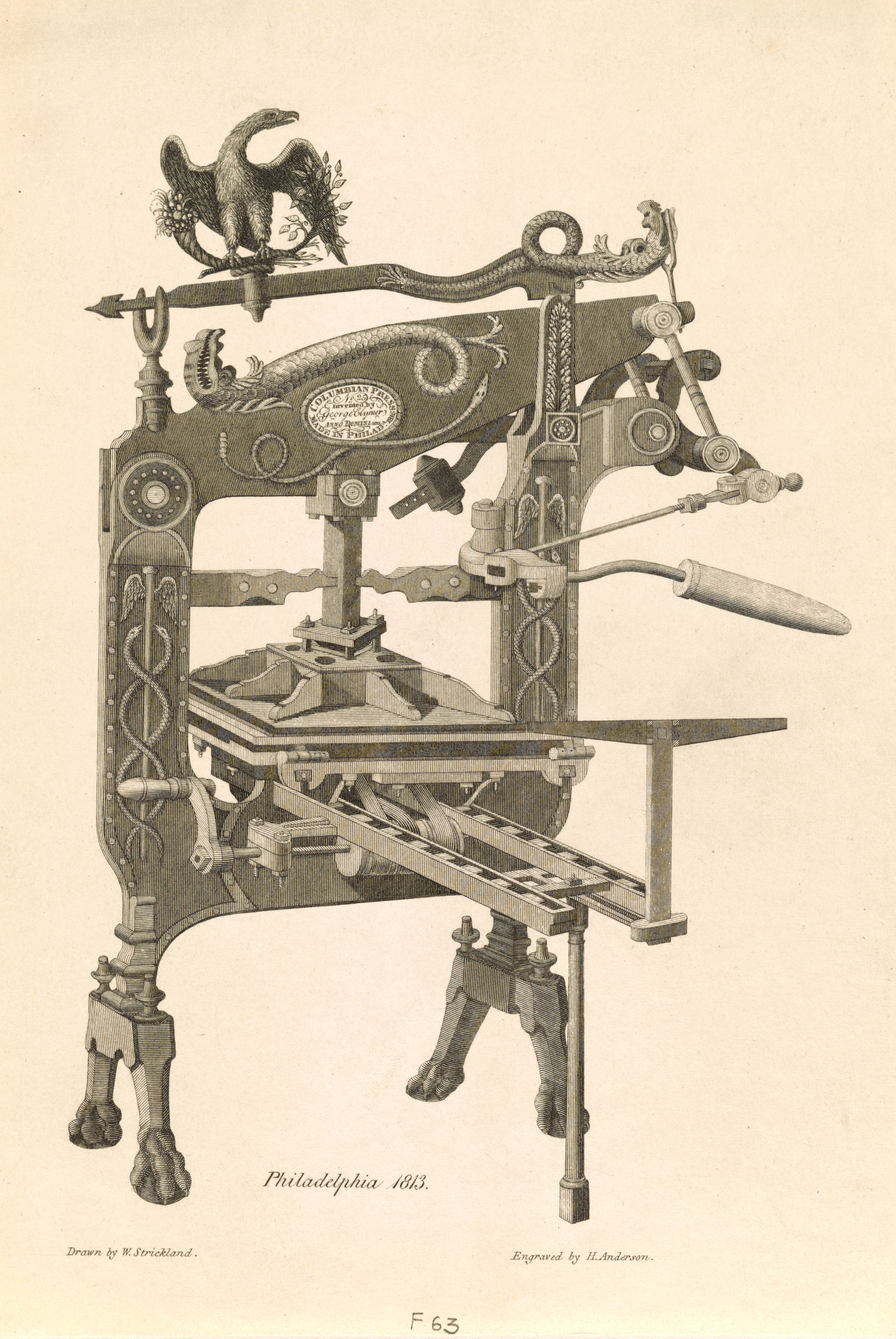
Illustration einer 1816 in den USA produzierten Columbia-Handpresse

Die Columbia-Handpresse ist eine Druckpresse, die ab 1820 in Europa verwendet wurde. 

## Geschichte
Die Columbia-Handpresse wurde 1813 von George Clymer, einem Mechaniker aus Philadelphia, erfunden. Als Vorlage wählte er die Stanhope-Presse. Allerdings fand Clymer in den Vereinigten Staaten keinen Absatz für seine Druckpresse, vermutlich weil die amerikanischen Drucker noch nicht bereit für einen Wechsel weg von ihren hölzernen Druckpressen waren. Deshalb zog er 1817 nach London, meldete dort ein Patent an und begann mit der Produktion der Druckpresse. Clymer verschenkte einige seiner Pressen zu Marketingzwecken an einflussreiche europäische Monarchen, zum Beispiel an König Wilhelm I. der Niederlande oder an Zar Alexander I., von dem er für diese Erfindung 6000 Rubel erhielt. Sein Geschäft lief gut und erst 1830 holte er sich einen Geschäftspartner, Samuel Dixon, hinzu, der das Unternehmen nach Clymers Tod 1834 weiterführte. In Deutschland produzierte Eduard Vieweg ab 1823 unter Lizenz die Columbia-Handpresse. Sie war im 19. Jahrhundert in europäischen Druckereien weit verbreitet, setzte sich allerdings nie in den USA durch. Heute existieren noch über 400 Columbia-Handpressen in der ganzen Welt, die Hälfte davon findet man in Großbritannien. In Deutschland kann man die Druckpresse in einigen Museen besichtigen, beispielsweise im DASA, im Museum für Druckkunst, im Technoseum und im Technikmuseum Berlin.

## Technik
Für die Columbia-Handpresse wurde der Spindel der Stanhope-Presse durch einen Hebelmechanismus ersetzt, wodurch man höhere Pressdrücke bei geringerem Kraftaufwand erreichen konnte. Dies ermöglichte eine Vergrößerung des Tiegels und erlaubte es, den ganzen Bogen zu bedrucken. Die Druckform wurde auf die Presse gelegt und mit Tinte eingefärbt. Danach spannte man das Papier ein und klappte es auf die Druckform. Dann schob man das Druckbett unter die Presse und senkte die Druckplatte durch Heranziehen des Griffs. Danach schob man den Griff wieder zurück und zog das Druckbett aus der Presse.

## Aussehen
Charakteristisch für diese Art der Druckpresse sind die reichen Verzierungen. Ein Weißkopfseeadler fungiert als Gegengewicht oben an der Presse. In seinen Krallen hält er die Donnerkeile des Jupiters, einen Olivenzweig und ein Füllhorn. Zusammen mit dem Namen der Presse dient der Adler als Symbol für die Vereinigten Staaten von Amerika. Deshalb wurde die Columbia-Handpresse auch als Symbol der Washington, D.C.’s Columbia Typographical Society, einer Vereinigung lokaler Druckgesellen, verwendet.